# Mercat Central d'Alacant
El Mercat Central d'Alacant, anomenat també Mercat d'Abastos, és un edifici d'estil eclèctic amb ornaments modernistes situat en l'avinguda d'Alfons X el Savi de la dita ciutat. Va ser projectat per l'arquitecte Enrique Sánchez Sedeño i construït el 1921.

## Edifici
L'edifici és de planta bàsicament rectangular, encara que, per absorbir la irregularitat de l'illa, es projecta una rotonda en el cantó sud-oest i un trencall al carrer del Capità Segarra, aprofitat per a situar estratègicament un dels accessos. La rotonda s'emfasitza com un volum diferent del principal i té coberta semiesfèrica. La façana més emblemàtica és la que recau sobre l'avinguda i l'accés es realitza en aquesta a través d'una gran escalinata.
L'edificació consta d'una planta semisoterrani i una altra superior on se situen les parades de venda. El sistema estructural porxat organitza l'espai interior amb tres naus de tipus basilical, on s'agrupen les parades formant illes allargades en el sentit de l'eix longitudinal.
Estructuralment, la construcció es resol amb les noves possibilitats que la tècnica ofereix, i en aquest cas, per aconseguir una major diafanitat de l'espai es recorre a un sistema de pilars i encavallades d'acer laminat. Les cobertes inclinades cap als laterals i fraccionades a una certa alçada permeten una adequada il·luminació zenital.
L'envolupant, que no té funció resistent, es resol amb materials lleugers i envidrats en els laterals, i amb rajola en les façanes principals. Ací els buits s'esquincen verticalment, intercalant-se les bandes de massís i buit que recorren de dalt a baix la planta principal.
El llenguatge utilitzat és eclèctic, amb una variada barreja d'elements ornamentals modernistes (l'arc carpanell de l'entrada, el joc de textures en els materials, les rajoles...), amb uns altres d'ascendència purista (pinacles herrerians i volutes jòniques).

## El bombardeig de 25 de maig de 1938
Durant la Guerra Civil, el 25 de maig de 1938 la zona del Mercat Central d'Alacant va ser bombardejada per l'aviació italiana procedent de Mallorca, causant 300 morts i més de 1.000 ferits. En record d'aquell fet, conegut com el bombardeig del Mercat, el 2010 la plaça de darrere del Mercat va rebre el nom de plaça del Vint-i-cinc de Maig.